# ایزانویل
ایزانویل (به فرانسوی: Aizanville) یک کامین در فرانسه است که در Canton of Châteauvillain واقع شده‌است.

## خصوصیات
ایزانویل ۳٫۵ کیلومترمربع مساحت و ۲۸ نفر جمعیت دارد و ۲۱۰ متر بالاتر از سطح دریا واقع شده‌است.